# Казасалган
Казасалган (каз. Қазасалған) — упразднённое село в Джангельдинском районе Костанайской области Казахстана. Входило в состав Акшиганакского сельского округа. Код КАТО — 394237106. Ликвидировано в 2009 году.

## Население
В 1999 году население села составляло 164 человека (82 мужчины и 82 женщины). По данным переписи 2009 года, в селе проживало 48 человек (27 мужчин и 21 женщина).